# 鄭錡
鄭錡（1428年—1516年），初字湘之，后字威甫，號聽菴，浙江金華府蘭谿縣人，民籍，明朝政治人物。進士出身。

## 生平
早年出身國子生，舉成化四年（1468年）戊子科浙江鄉試第九名。成化十一年（1475年）乙未科會試第八十三名，殿試登進士第三甲第二十九名。授靖江縣知縣，在任六年，因母亲丘氏去世丁憂歸，遂不復出仕。卒年八十九。著有《聽菴稿》。

## 家族
曾祖父鄭克義。祖父鄭訓誠。父亲鄭迪，曾任長史。